# Chaczkar

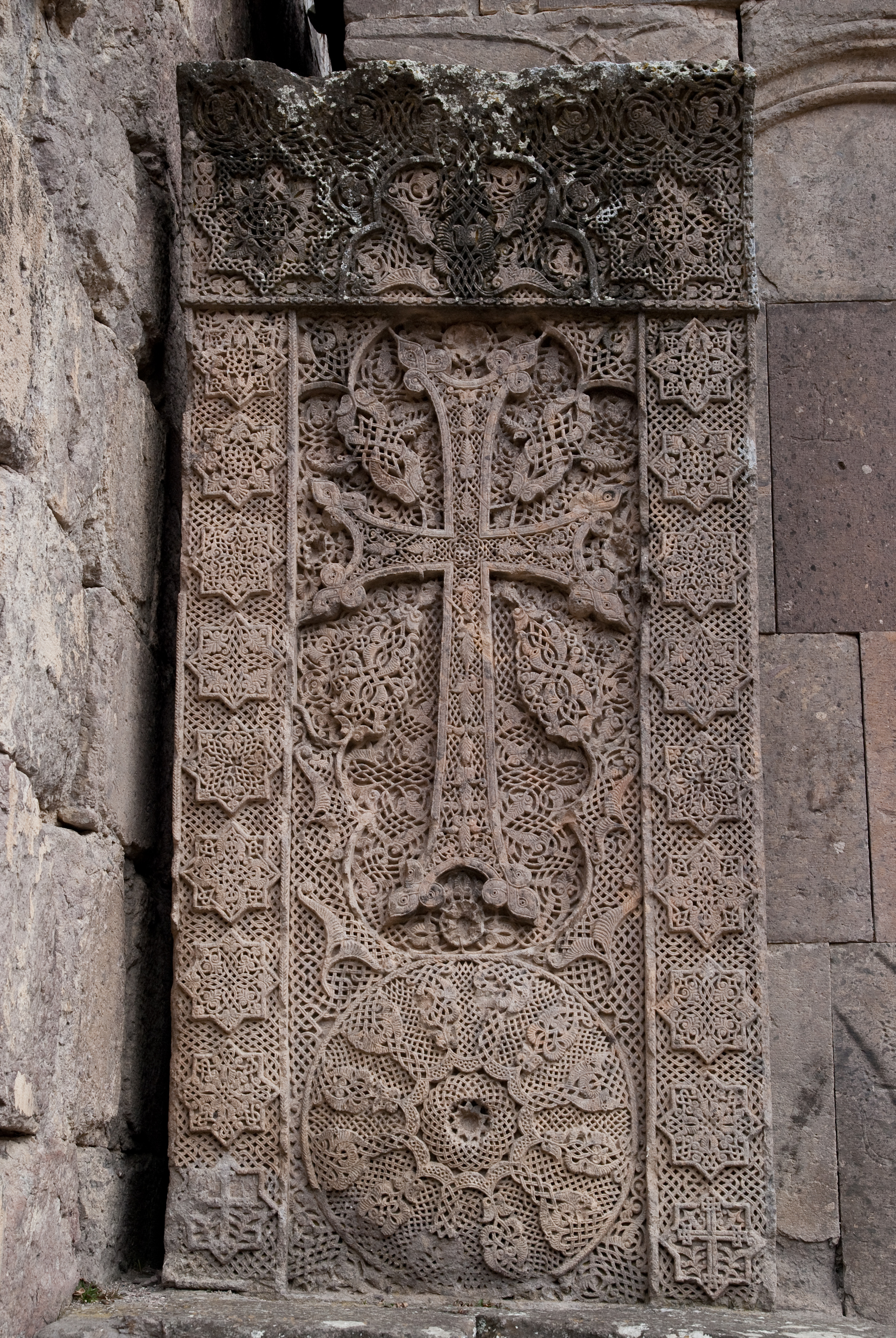
Chaczkar z 1291 r. z klasztoru Goszawank

Chaczkar (orm. Խաչքար – kamień krzyż) – ormiańska kamienna stela lub płyta wotywna upamiętniająca szczególne wydarzenia lub osobę.
Chaczkary umieszczane są w:
- murach świątyń,
- wejściach grobowców,
- na rozstajach dróg
- na cmentarzach

Są ozdobione bogatą ornamentyką z krzyżem ormiańskim oraz napisem upamiętniającym zdarzenie lub fundatora.

## Historia chaczkarów
Na obszarze Armenii skalne obeliski przy źródłach i obeliski związane z państwem Urartu powstawały jeszcze przed epoką hellenistyczną, a w tej epoce zwyczaj ich stawiania utrwalił się. Na początku IV w. n.e. Armenia przyjęła chrześcijaństwo jako religię panującą i nowo powstające obeliski wykonane w surowym głazie o przypadkowym kształcie zaczęto zdobić wizerunkiem niezdobionego krzyża równoramiennego z rozszerzającymi się, często rozwidlonymi końcówkami ramion. Właściwe chaczkary pojawiły się w V-VII w. n.e. i różniły się od starszych obelisków z krzyżem tym, że krzyż przybierał postać tzw. „skrzydlatego krzyża”, tzn. na wszystkich rozszerzających się wierzchołkach krzyża wykuwano ornamenty roślinne, przechodzące u podstawy krzyża w liście palmowe. Poza tym dominującym materiałem stał się znów kamień (przede wszystkim czerwonawy tuf), a nie drewno jak na początku okresu chrześcijańskiego. Od IX w. blokowi skalnemu, z którego wykonywało się chaczkar nadawało się kształt prostokątnej, pionowo stojącej płyty. Od XII do XIV w. przypadał największy rozkwit sztuki wykonywania chaczkarów i wtedy ostatecznie kształtował się kanon tej formy. Skrzydlaty krzyż stał się nierównoramienny, z dłuższym ramieniem dolnym i zajmował największą, środkową część płyty, znajdując się w specjalnie wykutej prostokątnej dużej, ale płytkiej niszy. U podstawy krzyża zwykle była rozeta. Szerokie pasy obramiające z obu boków, z góry i czasami też z dołu niszę tworzyły dodatkowe pola, przy czym najszerszy i najbardziej wystający  był górny pas. Wszystkie te elementy były bardzo bogato dekorowane ornamentyką roślinną i/lub figuralną. Na chaczkarze często wykuwano też inskrypcję okolicznościową, upamiętniającą zmarłego lub jakieś wydarzenie.

## Chaczkary na świecie
Chaczkary powstawały na całym obszarze historycznej Armenii, jednak na wielu obszarach (obecnie azerskich, tureckich) poza obecnym państwem ormiańskim zostały zniszczone, np. stary cmentarz w Culfie, na którym było 20 tys. chaczkarów, był niszczony już w okresie komunizmu, po upadku którego zostało 2700 płyt, będących najliczniejszym nagromadzeniem tego typu obiektów na świecie. Cała nekropolia została zniszczona przez Azerów, w tym przez wojsko azerskie w okresie od 1998 do końca 2005 r. Po zniszczeniu tego zabytku największym światowym nagromadzeniem zabytkowych chaczkarów stał się cmentarz w Noratus, obejmujący przeszło 800 sztuk starych płyt, od IX w. n.e.

## Chaczkary w Polsce

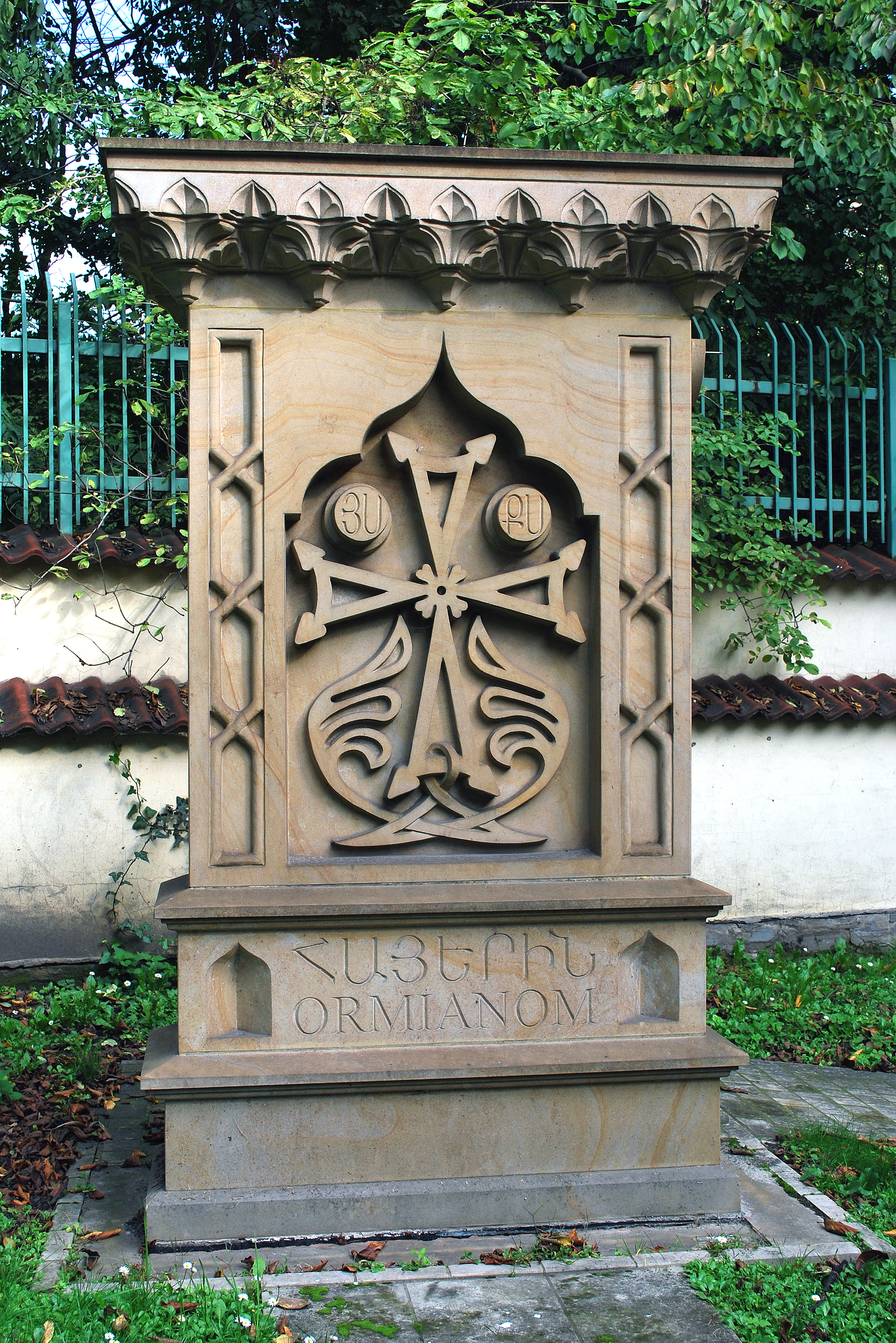
Ormiański kamień krzyżowy – chaczkar w Krakowie

- Białystok – przy cerkwi św. Jerzego, odsłonięty w 2021[5][6]
- Elbląg – przed kościołem Bożego Miłosierdzia
- Gdańsk – przy kościele św. Piotra i Pawła odsłonięty w 2009 – dar ormiańskiej fundacji Piunik, jako znak przyjaźni Ormian i Polaków[7].
- Gliwice – przy kościele pw. Świętej Trójcy, odsłonięty w 2011 r.
- Kartuzy – przy kościele Wniebowzięcia Najświętszej Maryi Panny, odsłonięty w 2022[8]
- Klebark Wielki – przy Sanktuarium Relikwii Krzyża Świętego
- Kraków – na dziedzińcu kościoła św. Mikołaja
- Lublin – pl.Kochanowskiego przy kościele Wniebowzięcia NMP Zwycięskiej[9]
- Łódź – przy kościele parafii Najświętszej Maryi Panny Łaskawej w Łodzi[10]
- Szczecinek – przy kościele Narodzenia Najświętszej Marii Panny w Szczecinku[11]
- Wrocław – róg Janickiego i pl. Dominikańskiego[12]
- Zabrze – na Skwerze Wielowiekowej Przyjaźni Polsko-Ormiańskiej[13][14]
- Zamość – Stare Miasto, w miejscu dawnego Kościoła Ormiańskiego[15]